# Ibn Abi-Xànab
Muhàmmad ibn al-Arabí (Taqbu prop de Medea, 1869 - Alger 8 de febrer de 1929) conegut com a Ibn Abi-Xànab, pronunciat en el dialecte algerià Ben Xneb (registre civil francès: Ben Cheneb) fou un savi arabista d'Algèria, d'una família de militars que havien servit als otomans.
La seva obra científica es desenvolupà principalment entre 1906 i 1913 amb nombroses obres (L'enciclopèdia de l'Islam esmenta 57 títols), 64 articles escrit per l'enciclopèdia de l'Islam 1a edició, i 3 en altres publicacions, i diversos escrits en vers i prosa.